# 황제펭귄 펭이와 솜이
"황제펭귄 펭이와 솜이"(TEARS IN THE ANTARCTIC)는 한국에서 제작된 김재영 감독의 2012년 다큐멘터리 영화이다. 송중기 등이 주연으로 출연하였다.

## 출연

### 주연
- 송중기

## 기타
- 마케팅부문: 윤미영